# ميدالية قائد الشرطة الأعظم
ميدالية قائد الشرطة الأعظم (المختصرة باسم QPM) هي جائزة شجاعة تمنحها جمهورية باكستان الإسلامية لوكالات إنفاذ القانون [الإنجليزية]، وخاصة أفراد الشرطة [الإنجليزية] للاعتراف بمساهمتهم الجليلة في المصلحة الوطنية لباكستان، وبينما هي جائزة شجاعة، إلا أنها تُمنح أيضًا بعد الوفاة.
يمنحها الرئيس بمناسبة الاحتفال الوطني. تتم توصيات الجائزة من مكتب الشرطة الوطنية [الإنجليزية] بالتعاون مع أقسام الشرطة الإقليمية. ويرسل التقرير بعد ذلك إلى وزارة الداخلية للموافقة النهائية عليه من الرئيس ورئيس الوزراء.

## الحاصلين على الجائزة البارزين
إنعام غني هو ضابط الشرطة الوحيد الذي حصل على الجائزة مرتين
- الدكتور مقصود أحمد، المدير العام لقسم الأمن وخدمات الطوارئ، والمدير العام لهيئة المدن الآمنة في إقليم السند، منح قائد وحدة الأمن الخاصة (SSU)، وكان حينها برتبة نائب المفتش العام (DIG) للأمن، جائزة تقديرًا لشجاعته الاستثنائية، وسرعة بديهته، وقيادته لقوات الـ SSU خلال تنفيذ عملية ناجحة ضد الإرهابيين أثناء هجوم مطار كراتشي عام 2014. يُذكر أن الدكتور مقصود أحمد هو مؤسس وحدة الأمن الخاصة (SSU)، حيث أنشأها في عام 2010، وجعلها أول جهة إنفاذ قانون في البلاد تحصل على اعتماد ISO 5000. كما ساهم في تطوير قدرات الوحدة من خلال التعاون مع وكالات إنفاذ القانون في الجيش والبحرية، مما أتاح لأفراد الكوماندوز في الـ SSU تلقي تدريب متقدم على يد مدربين محترفين من هذه الجهات. ومن إنجازاته أيضًا تأسيس أول فريق للأسلحة الخاصة والتكتيكات (SWAT) في البلاد، ليكون جاهزًا للتعامل الفوري مع أي طارئ إرهابي في مدينة كراتشي الكبرى.
- سيد كليم إمام [الإنجليزية]
- طاهر دوار
- معظم جاه أنصاري [الإنجليزية]
- زاهد نواز مروات
- جافيد أنور

## طالع أيضًا
- قائمة الأشياء التي سميت باسم محمد علي جناح [الإنجليزية]